# Estación de Portela
Portela es una estación de ferrocarril situada en el municipio español de Barro, en la provincia de Pontevedra, comunidad autónoma de Galicia. Cuenta con servicios de Media Distancia operados por Renfe. 

## Situación ferroviaria
Se encuentra en el punto kilométrico 28,582 de la línea férrea de ancho ibérico que une Redondela con Santiago de Compostela a 84 metros de altitud, entre las estaciones de Pontevedra-Universidad y de Villagarcía de Arosa.

## Historia
Fue en 1863 cuando se creó la sociedad del Ferrocarril Compostelano de la Infanta Doña Isabel con el propósito de unir Santiago de Compostela con Carril-Villagarcía de Arosa. Esta sociedad fue vendida en 1866 a la The West Galicia Railway Company Limited, compañía británica que fue quien puso en marcha el mencionado tramo el 15 de septiembre de 1873 tras once años de trabajo. No sería hasta el 24 de julio de 1899 cuando se puso en marcha el tramo de 42 kilómetros que permitió prolongar la línea hasta Pontevedra dando lugar a la estación de Portela.
El 9 de septiembre de 1928, la Compañía de los Ferrocarriles de Medina del Campo a Zamora y de Orense a Vigo (MZOV) se hizo con el control de The West Galicia Railway Company Limited. Sin embargo esta situación solo duró un año tras ser absorbida la primera por la Compañía Nacional de los Ferrocarriles del Oeste. En 1941, Oeste fue nacionalizada e integrada en la recién creada Renfe quien gestionó la estación hasta la separación de Renfe en Adif y Renfe Operadora el 31 de diciembre de 2004.

## Servicios ferroviarios

### Media Distancia
En el apeadero paran dos trenes diarios de Media Distancia, comercializados como Regional, uno con destino Vigo y otro con destino Santiago de Compostela.
| Línea MD | Servicio | Origen/Destino | Paradas intermedias | Destino/Origen         |
| -------- | -------- | -------------- | --- | ---------------------- |
| 1        | Regional | La Coruña      | Uges · Cerceda-Meirama · Órdenes · Santiago de Compostela · Osebe · Padrón · Puentecesures · Catoira · Villagarcía de Arosa · Portela · Pontevedra · Arcade · Redondela-Picota · Redondela | Vigo-Guixar            |
| 1        | Regional | Vigo-Guixar    | Redondela · Redondela-Picota · Cesantes · Arcade · Pontevedra · Portela · Villagarcía de Arosa · Catoira · Puentecesures · Padrón · Osebe                                                  | Santiago de Compostela |